# محمدعلی قائنی
محمدعلی قائنی (۱۸۶۰/۱–۱۹۲۴) سخنور فصیح، موسیقیدان، و معلم ماهر و یک بهائی برجسته در بین بهائیان ترکستان روسیه، شناخته می‌شد. او در نوفرست بیرجند به دنیا آمد و چون پدر و مادرش را در نوجوانی از دست داده بود عمویش، ملا آقاعلی، سرپرستی او را به عهده گرفت. او تحصیلات اسلامی را در مشهد فراگرفت. با آشنائی با آئین بهائی از پیروان پرشور آن شد. او برادرزادهٔ نبیل اکبر و رفیق راه او تا پایان عمر وی در سال ۱۸۹۲ بود. محمدعلی قائنی در عشق آباد مورد توجه خاص جامعهٔ بهائیان قرار گرفت. او پس از مدتی عشق آباد را به قصد تهران ترک نمود و در آنجا با دخترِ عمویش، نبیل اکبر، ازدواج کرد.

### زندگی‌نامه
محمدعلی قائنی به دستور عبدالبهاء، رهبر جامعه بهائی، به مناطق مختلف ایران، هند، روسیه و مصر سفر کرد و به ترویج آئین بهائی پرداخت. فعالیتهای او باعث شد افرادی از طبقه علما و شخصیت‌های برجسته به آئین بهائی بگروند. در سال ۱۹۰۳، در مسیر سفر به هند، به تحریک ازلیان در اصفهان مورد حمله قرار گرفت، اموالش مصادره شد و به مدت چهار ماه به زندان افتاد. سفر هند او به پیشنهاد عبدالبهاء و در معیت میرزا حسن ادیب بود. وی بعد از آزادی از زندان به تهران بازگشت. اما بعداً همراه حسن ادیب به هند رسید و یک سال و نیم در آنجا ماند.
در سال ۱۹۰۵، در جریان بازدید از حیفا، عبدالبهاء از او خواست تا به عشق‌آباد برود و مسئولیت آموزش کودکان و جوانان بهائی را بر عهده گیرد. او به عشق‌آباد نقل مکان کرد و تا زمان وفاتش در سال ۱۹۲۴، به عنوان مدیر و معلم مدرسه بهائی عشق‌آباد فعالیت کرد.
پس از درگذشت میرزا ابوالفضل گلپایگانی، از محمدعلی قائنی خواسته شد تا به حیفا برود و با کمک دیگران، نوشته‌های ناتمام میرزا ابوالفضل را تکمیل کند. او یک سال و نیم پس از پایان جنگ جهانی اول در حیفا ماند و سپس به عشق آباد بازگشت. به این ترتیب او در عشق آباد مستقر شد و به غیر از سفرهای مختلف برای خدمت به آئین بهائی، تا پایان عمر در آنجا ماند.

### درگذشت و میراث
محمدعلی قائنی بعد از یک بیماری طولانی در سال ۱۹۲۴ در عشق‌آباد درگذشت و در آرامستان بهائی عشق‌آباد، در کنار مزار عمویش به خاک سپرده شد. او به دلیل تیزهوشی، مهارت در دفاعیه و خطابه، و همچنین استعداد هنری در خوشنویسی و موسیقی شناخته می‌شد. شوقی افندی، او را یکی از نوزده «حواریون بهاءالله» نامید.
از مهم‌ترین آثار او می‌توان به «دروس-الدیانه» اشاره کرد که یک کتاب درسی استاندارد در زمینه‌های مختلف آئین بهائی است و ابتدا در مدرسه بهائی عشق‌آباد تدریس می‌شد. این کتاب بعدها در ایران، مصر و آمریکای جنوبی نیز به چاپ رسید. او همچنین رساله‌ای بدون عنوان در پاسخ به ادعاهای بعضی افراد معارض، از جمله میرزا محمدعلی، برادر کوچکتر عبدالبهاء نوشت. دیگر آثار او شامل نامه‌ها، سخنرانی‌ها و دفاعیه‌ها است. آثار منتشر نشده‌ای نیز از وی در مجموعه‌های خصوصی نگهداری می‌شود، از جمله «رساله سؤال و جواب» که در مدرسه بهائی عشق‌آباد تدریس می‌شد.